# Пастельняк Павло Пантелеймонович
Пастельняк Павло Пантелеймонович (15.08.1903, с. Цареборисово Ізюмського повіту Харківської губернії — 1963, Москва) — радянський розвідник, учасник Атомного проекту, заступник наркома-міністра ДБ Естонської РСР 01.03.45-18.05.51, полковник, один з організаторів депортації населення з Прибалтики 1949 р.

## Біографія
Народився в сім'ї селянина (батько убитий в 1920). Українець. У компартії з травня 1919.
Освіта: початкова сільська школа, Цареборисово 1912;
 робфак при Донському держ. ун-ті, Ростов-на-Дону 1922—1925.

## В органах ВЧК-ОГПУ-НКВД-НКГБ-МГБ
- квітень 1919-березень 1920 — червоноармієць-доброволець загону особливого призначення, Ізюм; секретар слідч. від. ОВ ВЧК 13 армії, Півд. фронт;
- березень 1920 — січень 1921 — секретар і пом. нач. агентурного від-я ОВ ВЧК 13 армії Півд. фронт, Півд.-Зах. фронт;
- січень-березень 1921 — секретар і пом. нач. оперштаба по ББ (боротьба з бандитизмом) ОВ ВЧК, Київ ;
- березень-травень 1921 — пом. нач. оперштаба по ББ ОВ ВЧК Першої Кінної армії;
- травень 1921 — квітень 1924 — пом. нач. оперштаба по ББ ОВ ПП ВЧК-ГПУ по південному Сходу Росії і СКВО;
- квітень-вересень 1924 — пом. нач. 2 від-я КРО ПП ОГПУ Півн.-Кавказ. краю;
- 09.1924-02.1925 — пом. нач. східн. секції ПП ОГПУ Півн.-Кавказ. краю ;
- 02.1925-10.1926 — уповн. групи СО ПП ОГПУ Півн.-Кавказ. краю;
- уповн. КРО ПП ОГПУ УРСР 10.1926-03.1929;
- нач. секретно-опер. від-я Шевченківського окр. від. ГПУ Черкаси 03.1929-07.1930;
- нач. ОВ ОГПУ Молд. обл. від. ГПУ і 25 прикордонного загону, Тирасполь 07.1930-15.08.32;
- пом. нач. 24 прикордонного загону по СОЧ (секретно оперативна частина), Могилев-Подільський 15.08.32-11.1936;
- навчання у Вищій прикорд. школі НКВД 11.1936-04.1937;
- у відрядженні в Парижі: комендант охорони радянського павільйону на Паризькій виставці 04.1937-01.1938;
- заст. нач. 8 від-я 3 від. ГУГБ НКВД СРСР 10.01.38-05.1938;
- нач. 9 від-я 3 від. 1 упр. НКВД СРСР 05.38-11.38;
- нач. 10 від-я 3 від. ГУГБ НКВД СРСР 11.1938-03.1939;
- у відрядженні в Нью-Йорку 03.1939-11.1943;
- у відрядженні в Мехіко 11.1943-05.1944;
- у резерві призначення НКГБ СРСР 09.1944-05.02.45;
- нач. 11 від-я 7 від. 2 упр. НКГБ СРСР 05.02.45-01.03.45;
- заст. наркома-міністра ДБ Естонської РСР 01.03.45- 18.05.51;
- у розпорядженні упр. кадрів МДБ СРСР з 18.05.51.

Пенсіонер з 11.1951, Москва.

## Звання
- майор 15.05.36;
- підполковник ГБ 22.02.44;
- полковник 07.09.45.

## Нагороди
- орден Леніна 21.02.45;
- 3 ордени Червоного Прапора 03.11.44,

25.07.49, 24.08.49;
- орден Вітч. війни 1 ст. 31.05.45;
- орден Трудового Червоного Прапора 20.07.50;
- 2 ордени Червоної Зірки 14.12.36, 16.06.41;
- 4 медалі;
- знак «Почесний працівник ВЧК-ГПУ (XV)»